# Joseph Roman
Pour les articles homonymes, voir Roman.
Joseph Roman, né le 13 novembre 1840 à Gap et mort le 8 juin 1924 au château de Picomtal (Crots, Hautes-Alpes), est un historien français.

## Biographie
Joseph Roman est le petit-fils de Jean Joseph Amat (1779-1848), qui fut député et maire de Gap de 1821 à 1830, et l'arrière-petit-fils de Claude-Simon Amat, notaire à Ribiers, qui fut député à l'Assemblée législative.

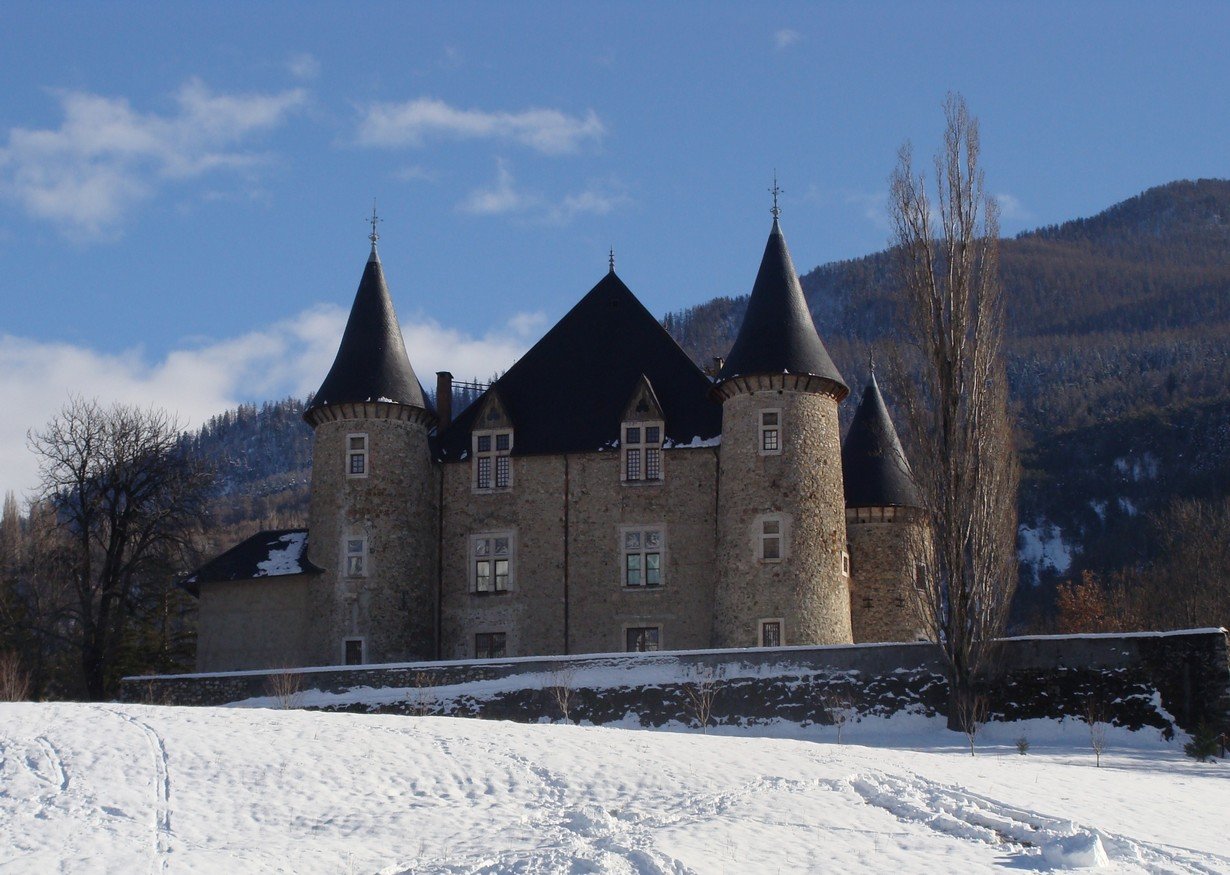
Le château de Picomtal, état

Avocat de formation, Joseph Roman est l'auteur de nombreux travaux sur l'histoire du Dauphiné et plus particulièrement du département des Hautes-Alpes. Ses travaux n'ont pas toujours fait l'unanimité ; il était notamment en conflit avec l'abbé Guillaume, autre érudit local, archiviste des Hautes-Alpes.
En 1876, il avait acheté le château de Picomtal et ses terres, aux Crottes (commune devenue Crots en 1970), où il fit exécuter d'importants travaux de restauration pour en faire sa résidence d'été. Joseph Roman fut maire de la commune entre 1883 et 1885. Il a également acheté le Château de Tallard, sa chapelle et la garenne en 1897 et fit faire des restaurations. En 1881, il épouse Isabelle Reynaud (1853-1943) peintre, au château d'Aspres-les-Corps.
Le couple a eu cinq enfants, 
- Bernard (1882 Les Crottes -1972 Sisteron) officier de cavalerie.
- Lydie, Isabelle, Marie (1884 Les Crottes - 1974 La Tronche)
- Jacques, Joseph (1886 Gap - 1915 Flirey en Meurthe-et-Moselle)[4]
- Jean, Joseph, Charles Roman-D'Amat (1887 Gap - 1976 Versailles) Archiviste-paléographe
- Marie-Adine-Elisabeth (1893 Crots -1999 Moulins )

Son troisième fils, Jean-Charles Roman d'Amat est l'un des auteurs du Dictionnaire de biographie française.

## Publications
- Sigillographie du diocèse de Gap, 1870
- Sigillographie du diocèse d'Embrum, 1873
- Histoire du gentil seigneur de Bayart composé par le loyal serviteur, 1878
- Correspondances de François de Bonne, duc de Lesdiguières,1884
- Histoire de la ville de Gap,1892
- Inventaire des sceaux de la collection des pièces originales du Cabinet des titres à la Bibliothèque nationale, 1909
- Manuel de sigillographie française, Paris, 1912
- Description des sceaux des familles seigneuriales du Dauphiné, 1913

Publications en ligne sur le site Gallica :
- Correspondance du ministre de la marine M. de Sartines, puis M. de Castries avec Joseph de Flotte d'Argenson (1779-1782)...
- Dictionnaire topographique du département des Hautes-Alpes : comprenant les noms de lieu anciens et modernes...
- Impressions de Ravenne...
- Inventaires et documents relatifs aux joyaux et tapisseries des princes d'Orléans-Valois, 1389-1481...
- La très joyeuse, plaisante et récréative histoire du gentil seigneur de Bayart, / composée par le Loyal Serviteur...
- (Manuel de sigillographie française)

Sur d'autres sites :
- La famille de Guillaume Farel
- Les trois Furmeyer

Les archives départementales des Hautes-Alpes conservent en outre un Répertoire des manuscrits de MM. Clément Amat et Joseph Roman (1848-1924).

## Sources
- Notice biographique et bibliographique de Joseph Roman sur le site de la "Bibliothèque dauphinoise"